# ノイダ
ノイダ（英語: Noida; ヒンディー語: नोएडा, ウルドゥー語: نوئیڈا, ヒンドゥスターニー語発音: [n̪oː.eː.ɖäː]）は、インドのウッタル・プラデーシュ州にある都市である。
ヤムナー川を挟んで西にデリーとファリーダーバード、北にガーズィヤーバード、ヒンドン川を挟んで東にグレーター・ノイダが隣接し、デリー首都圏の一角を構成している。
都市名のノイダは、ウッタル・プラデーシュ州が設立したニューオークラ工業開発公社の英名、"New Okhla Industrial Development Authority"の頭文字をとった"NOIDA"に由来し、都市もこの公社によって管理・開発されている。インドのセンサスタウンの一つとなっている。
1980年代、首都デリーでは人口・工業の一極集中が問題となり、これを分散させる必要が出てきた。ノイダはこれを改善させるために誕生した郊外の総合工業都市の一つで、それまで地域の大部分は耕地が広がっていたが、1980年代以降の開発により現在は一変して区画整備された工業団地が広がる。2022年現在も街は南東に伸び続けている。
このように計画的に整備された経緯があることから、社会インフラや商業施設、公共施設などの都市機能性が高く、また緑地面積の割合も50%近くある。これらから、2014年にノイダはインドで最も優れた都市と評価された。また、2022年にはインドで最もクリーンな都市と評価された。

## 気候
| Noidaの気候            | Noidaの気候 | Noidaの気候 | Noidaの気候 | Noidaの気候 | Noidaの気候 | Noidaの気候 | Noidaの気候 | Noidaの気候 | Noidaの気候 | Noidaの気候 | Noidaの気候 | Noidaの気候 | Noidaの気候 |
| 月                     | 1月         | 2月         | 3月         | 4月         | 5月         | 6月         | 7月         | 8月         | 9月         | 10月        | 11月        | 12月        | 年          |
| ---------------------- | ----------- | ----------- | ----------- | ----------- | ----------- | ----------- | ----------- | ----------- | ----------- | ----------- | ----------- | ----------- | ----------- |
| 平均最高気温 °C （°F） | 19 (66)     | 23 (73)     | 32 (90)     | 37 (99)     | 39 (102)    | 41 (106)    | 38 (100)    | 36 (97)     | 35 (95)     | 36 (97)     | 28 (82)     | 22 (72)     | 32.2 (89.9) |
| 平均最低気温 °C （°F） | 7 (45)      | 12 (54)     | 18 (64)     | 21 (70)     | 26 (79)     | 28 (82)     | 25 (77)     | 26 (79)     | 24 (75)     | 20 (68)     | 14 (57)     | 9 (48)      | 19.2 (66.5) |
| 降水量 mm （inch）     | 69 (2.72)   | 22 (0.87)   | 17 (0.67)   | 7 (0.28)    | 8 (0.31)    | 69 (2.72)   | 269 (10.59) | 173 (6.81)  | 169 (6.65)  | 31 (1.22)   | 4 (0.16)    | 5 (0.2)     | 843 (33.2)  |
| 出典：Noida Weather    |             |             |             |             |             |             |             |             |             |             |             |             |             |

## 交通

### 空港
最寄りの国際空港は、インディラ・ガンディー国際空港である。
ノイダの南南東約50kmのジェーワルにノイダ国際空港が計画されており、完成すればアジアで最大規模の空港となる予定。

### 鉄道
地下鉄
デリーメトロ
- ブルーライン南ルート
- マジェンタライン

ノイダ地下鉄 - 2019年開通。
- アクアライン

デリー-ヴァーラーナシー間の高速鉄道回廊では、セクター148に駅の設置が計画されている。

### 道路

#### 高速道路
- ノイダ＝グレーター・ノイダ高速道路が市街地を縦貫する。